# Бесеровачке Баре
хара за узгајање шарана. Такође, засеок је био станиште орлова рибара.
Са одласком спахије Бесера нестају и његове баре са шаранима које су биле главни извор хране орлова рибара. Последњи пар је виђен на Заовљанском језеру пре пар 10 година и од тада им се губи сваки траг.

Данас у Бесеровачким Барама нема никога. Од бара су остале понеке травом зарасле рупе које су данас претворене у ливаде.